# Kachnal Gosain
Kachnal Gosain é uma vila no distrito de Udham Singh Nagar, no estado indiano de Uttaranchal.

## Demografia
Segundo o censo de 2001, Kachnal Gosain tinha uma população de 4199 habitantes. Os indivíduos do sexo masculino constituem 57% da população e os do sexo feminino 43%. Kachnal Gosain tem uma taxa de literacia de 72%, superior à média nacional de 59.5%: a literacia no sexo masculino é de 79% e no sexo feminino é de 63%. Em Kachnal Gosain, 14% da população está abaixo dos 6 anos de idade.